# Internationales Theaterinstitut
Das Internationale Theaterinstitut (ITI), französisch Institut international du théâtre, englisch International Theatre Institute, ist ein weltumspannendes internationales Theaternetzwerk, das seit 1948 unter dem Schirm und als offizielle Partnerorganisation der UNESCO dem wechselseitigen Austausch der Theaterschaffenden und der besseren Verständigung der Kulturen dient. Es ist derzeit in 86 Ländern mit nationalen Zentren vertreten. Der Sitz des ITI-Generalsekretariats ist Paris und Shanghai.
Präsidentin der Organisation ist seit 2024 Jessica Kaahwa (Uganda). Aus Deutschland hatten Ivan Nagel (von 1977 bis 1979) und Manfred Beilharz (von 2002 bis 2008) das Amt inne. Generaldirektor ist Tobias Biancone (Schweiz).

## Deutsches Zentrum des ITI: Geschichte und Struktur
Die (vormals nur west-)deutsche Sektion des Internationalen Theaterinstituts ist ein eingetragener gemeinnütziger Verein, der 1955 als Deutsche Sektion des ITI in Bonn gegründet wurde. Erster Präsident war Carl Ebert. Seit 1957 ist das Deutsche Zentrum aktives Mitglied des internationalen Netzwerks. 1959 wurde das DDR-Zentrum gegründet und ebenfalls in das ITI aufgenommen. Erster Präsident des DDR-Zentrums war Wolfgang Langhoff. Beide deutsche Zentren arbeiteten bis 1991 parallel im ITI.
1991 erfolgte nach der Deutschen Wiedervereinigung  durch die Zuwahl von DDR-Theaterleuten eine Zusammenführung mit dem DDR-Zentrum. Heute zählen rund 200 Theaterkünstler – Intendanten, Regisseure, Choreografen und Journalisten – sowie Vertreter von Verbänden und Institutionen aus allen Bereichen der Darstellenden Künste zu den Mitgliedern des Zentrums Bundesrepublik Deutschland des Internationalen Theaterinstituts e. V. Der Sitz der Geschäftsstelle ist im Kunstquartier Bethanien (Berlin).

### Arbeitsweise und Projekte
Das deutsche Zentrum realisiert eigene Projekte und beteiligt sich an Kooperationsvorhaben innerhalb des Weltverbandes. Das Festival Theater der Welt, welches alle drei Jahre in einer anderen deutschen Stadt ausgerichtet wird, ist das in Umfang und Signalwirkung herausragende Projekt des deutschen ITI-Zentrums.
Das deutsche ITI entwickelt eigene Projekte auf dem Gebiet des internationalen Gegenwartstheaters, des Tanzes und des Musiktheaters. Es versteht sich – gemeinsam mit seinen ständigen Projekt Mime Centrum Berlin – als Informations- und Dokumentationszentrum für die Darstellenden Künste in Deutschland. Mit der Robert-Bosch-Stiftung und dem gemeinsamen Programm „Szenenwechsel“ (2013–2018) agierte es auch als Förderer. Weitere Projekte werden auf den Gebieten kulturelle Bildung, kulturelles Erbe und Kultur- und Kreativwirtschaft entwickelt.
Das deutsche ITI-Zentrum unterstützt die Arbeit der internationalen Komitees des ITI bei Projektreisen und Arbeitsbegegnungen, so das internationale Meeting zum zeitgenössischen Musiktheater „Music Theatre Now“ des Music Theatre NOW Network und die Workshopserie „My Unknown Enemy“ des Cultural Identity and Development Committee. Als wesentliche Etappe der Projekte zum Theater in Konfliktgebieten wurde 2006 das Centre for Theatre in Conflict Zones in Khartum/Sudan – in Kooperation mit dem ITI Sudan – gegründet. Die Projektserie „Bewegungsmelder“, welche choreografische Recherchen, Workshops und theaterkünstlerische Projekte zu Fragen von Demokratie und Kontrolle im öffentlichen Raum verbindet, mündete bei „Theater der Welt“ 2008 in das künstlerische Projekt „Escalators“. Das ITI Projekt bei „Theater der Welt“ 2010 widmete sich der generationsübergreifenden Theaterarbeit und 2014 der Bewahrung und Entwicklung von Archiven des zeitgenössischen Theaters in Afrika. 2017 stand das ITI Projekt "Access Points" bei Theater der Welt im Zeichen von Arts & Activism im Hamburger Hafen. Seit 2021 veranstaltet das ITI eine internationale Theaterakademie im Rahmen von Theater der Welt.
Das Institut unterstützt auf kulturpolitischer Ebene den internationalen Austausch. Es berät Künstler, Veranstalter und Produzenten sowie Regierungsinstitutionen zu Fragen internationaler Kulturkooperation. Initiiert vom BKM wird gemeinsam mit der IGBK seit 2013 das Beratungsportal „Touring Artists“ betrieben. Das deutsche Zentrum arbeitet in den internationalen Komitees und im Exekutivrat des ITI und vertritt den Weltverband bei der UNESCO im Zwischenstaatlichen Komitee für die Vielfalt der Kulturellen Ausdrucksformen. In Schwellen- und Transformationsländern unterstützt das deutsche ITI außerdem Projekte, in deren Zentrum die Förderung durch Austausch und Beratungstätigkeit steht.
Zum Welttag des Theaters (27. März) würdigt das deutsche ITI-Zentrum seit 1984 mit seinem ITI-Preis Ländergrenzen überschreitende Theaterarbeit und beispielgebende Leistungen.

### Mitgliedschaft in anderen Organisationen
Das deutsche ITI-Zentrum ist in mehreren europäischen Netzwerken vertreten, so im Informal European Theatre Meeting (ietm), bei Culture Action Europe – European Forum for the Arts and Heritage und im European Network of Information Centres for the Performing Arts (ENICPA). Es ist ebenfalls Mitglied der deutschen UNESCO-Kommission (DUK), der bundesweiten Koalition Kulturelle Vielfalt, im Deutschen Kulturrat, dem Fonds Darstellende Künste und der Dramaturgischen Gesellschaft.

### Finanzierung
Das ITI wird aus Mitteln der Beauftragten der Bundesregierung für Kultur und Medien sowie von der Kulturstiftung der Länder (KSL) aus Mitteln des Landes Berlin und der Ländergemeinschaft finanziert. Die Förderung von Projekten erfolgt auch durch das Auswärtige Amt und weitere in- und ausländische Förderer und Projektpartner.

### Vorstand
- Präsident: Yvonne Büdenhölzer, Leiterin des Theaterverlags im Suhrkamp Verlag
- Vize-Präsidenten: Holger Schultze, Intendant Theater und Orchester Heidelberg; Tobias Veit, Direktion Schaubühne am Lehniner Platz
- Ehrenmitglieder: Carl Ebert, Kurt Raeck, Friedrich Schultze, Ivan Nagel, Kurt Hübner, Manfred Beilharz[10]